# Hannes Peckolt
Hannes Peckolt (Ludwigshafen, 18 novembre 1982) è un velista tedesco.

## Palmarès

### Olimpiadi
- 1 medaglia:
  - 1 bronzo (Pechino 2008 nella classe 49er)